# Dom Pod Trzema Madonnami
Dom Pod Trzema Madonnami – chałupa góralska znajdująca się na terenie Rabki-Zdrój, wpisana do rejestru zabytków.

## Historia domu
Chałupa góralska została zbudowana w 1884 roku. W stulecie istnienia została odrestaurowana przez lokalnego artystę Jana Fudalę, który w jej wnętrzu urządził swoje mieszkanie i pracownię artystyczną. Po kilku latach powstało tu Muzeum Gorczańskie i Galeria twórczości właściciela oraz Akademia Malarstwa na Szkle.
Chałupa zachowała swój oryginalny wygląd i wyposażenie. Została zbudowana z bali, posiada dwie izby, sień oraz dwie komory. Strop został ozdobiony przez kasetony wypełnione malarstwem na szkle autorstwa Fudali. Ich tematem są historie zbójnickie, erotyczne i humorystyczne (w sumie 56 obrazów) oraz sceny religijne (96 obrazów). Taki rodzaj stropów stanowi unikalny rodzaj artystycznego wyrazu dla sztuki regionalnej i bogactwa tematycznego.
Po śmierci artysty przez kilka lat chałupa, jak i muzeum, które się w niej znajdowało, były zamknięte; ponowne otwarcie, już jako Muzeum Górali i Zbójników, nastąpiło 27 czerwca 2014 roku. W domu zgromadzone zostały eksponaty regionalne i etnograficzne, m.in. starodawna, kompletnie wyposażona izba góralska, sprzęt gospodarski, stroje góralskie.
Wokół domu ulokowano liczne eksponaty etnograficzne ukazujące życie codzienne górali i zbójników, m.in. szałasy pasterskie, gorczańska dzwonniczka, zamek zbójnictwa, a po terenie przebiega szlak humoru góralskiego Zygmunta Pytlika.